# Путешествие на край Вселенной
«Путешествие на край Вселенной» (англ. Journey to the Edge of the Universe) — документальный фильм режиссёра Явара Аббаса, совместный проект каналов National Geographic и Discovery Channel. Картина моделирует пошаговое перемещение от планеты Земля до вероятного края Вселенной. Практически на 100 % фильм смонтирован из компьютерной графики. Впервые был показан в декабре 2008 года. Другие обозначения, Путешествие к границам Вселенной.

## Содержание
Фильм снят в форме виртуального путешествия от Земли к краю Вселенной, по мере удаления от Земли скорость перемещения увеличивается с космической до скорости света. Согласно хронологии путешествия Солнечная система будет преодолена за один день (каждая планета системы подробно описывается, иногда заостряется внимание на спутниках планет), через четыре световых года путешествие достигнет ближайшей к Солнцу звезды — Альфа Центавра. На расстоянии десяти световых лет от Солнца, звезды начнут сливаться в единую точку. После 100 000 световых лет станет виден спиралевидный шлейф Млечного пути. Далее галактики, туманности, черные дыры, скопление галактик, проявления сверхновых звезд, квазара и других объектов.
Компьютерная графика фильма создана на основе данных полученных о Вселенной космическим телескопом «Хаббл». В фильме поднимаются темы наличия жизни на тех или иных планетах, возможности использования ресурсов планет и ряд других вопросов.
Закадровый голос рассказчика для американской версии фильма озвучил Алек Болдуин, для британской версии — Шон Пертви, для версии в РФ — Александр Гаврилин.